# Interés simple
 El interés simple es el interés o beneficio que se obtiene de una inversión de una empresa que vende o bien  puede ser financiera o de capital cuando los intereses (los cuales pueden ser altos o bajos, dependiendo del problema planteado) producidos durante cada periodo de tiempo que dura la inversión se deben únicamente al capital inicial, ya que los beneficios o intereses se retiran al vencimiento de cada uno de los periodos. Los periodos de tiempo pueden ser años, trimestres, meses, semanas, días o cualquier duración. O sea, el interés se aplica a la cantidad inicial, los intereses no se agregan al capital productivo. Para esto también véase el artículo de Interés compuesto.
El interés simple es normalmente utilizado para problemas de proporcionalidad al igual que el interés compuesto ya que se utiliza para hacer cantidades exactas y proporcionales lo cual es de gran utilidad para gráficas ya sea de barras lineales, etcétera.
Su fórmula está dada por:
{\displaystyle I_{S}={\frac {Crt}{100}}} si t está en años.
{\displaystyle I_{S}={\frac {Crt}{1200}}} si t está en meses.
{\displaystyle I_{S}={\frac {Crt}{36000}}} si t está en días.
Donde: 
- {\displaystyle I_{S}} es el interés simple obtenido del capital.
- {\displaystyle C} es el capital invertido.
- {\displaystyle r} es el rédito, o porcentaje de interés anual.
- {\displaystyle t} es el número de periodos temporales.

De esta primera fórmula se obtienen las siguientes, despejado las variables capital, 
tasa de interés y periodos temporales:
- {\displaystyle \ C={\frac {I_{s}\cdot 100}{rt}}}
- {\displaystyle \ r={\frac {I_{s}\cdot 100}{Ct}}}
- {\displaystyle \ t={\frac {I_{s}\cdot 100}{Cr}}}